# Rajd Tysiąca Jezior 1964

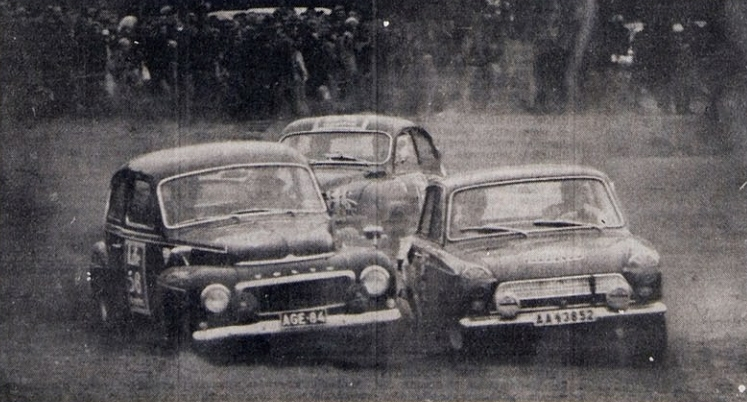
Leo Kinnunen w Volvo PV544 (z lewej), Bengt Söderström w Fordzie Cortina GT (z prawej) i Simo Lampinen w Saabie 96 Sport (z tyłu) podczas 14. Jyväskylän Suurajot – Rally of the 1000 Lakes

Rajd 1000 Jezior 1964 (14. Jyväskylän Suurajot – Rally of the 1000 Lakes) – 14. edycja rajdu samochodowego Rajdu 1000 Jezior rozgrywanego w Finlandii. Rozgrywany był od 14 do 16 sierpnia 1964 roku. Była to dziesiąta runda Rajdowych Mistrzostw Europy w roku 1964.

## Klasyfikacja rajdu
| Miejsce                      | Kierowca                     | Pilot                        | Samochód                     | Czas                         | Strata                       |                              |
| Klasyfikacja generalna i ERC | Klasyfikacja generalna i ERC | Klasyfikacja generalna i ERC | Klasyfikacja generalna i ERC | Klasyfikacja generalna i ERC | Klasyfikacja generalna i ERC | Klasyfikacja generalna i ERC |
| ---------------------------- | ---------------------------- | ---------------------------- | ---------------------------- | ---------------------------- | ---------------------------- | ---------------------------- |
| 1.                           | Simo Lampinen                | Jyrki Ahava                  | Saab 96                      | 2:26:37                      | 0.0                          |                              |
| 2.                           | Tom Trana                    | Gunnar Thermanius            | Volvo 544                    | 2:28:53                      | +2:15                        |                              |
| 3.                           | Rauno Aaltonen               | Nurmimaa Väinö               | Saab 96                      | 2:29:21                      | +2:43                        |                              |
| 4.                           | Timo Mäkinen                 | Pekka Keskitalo              | Morris Cooper S              | 2:31:45                      | +5:07                        |                              |
| 5.                           | Bengt Söderström             | Bo Ohlsson                   | Ford Cortina GT              | 2:32:17                      | +5:39                        |                              |
| 6.                           | Esko Keinänen                | Anssi Järvi                  | Ford Cortina GT              | 2:33:28                      | +6:50                        |                              |
| 7.                           | Ove Andersson                | Torsten Åman                 | Saab 96                      | 2:33:29                      | +6:51                        |                              |
| 8.                           | Lars Krall                   | Lars Andersson               | Morris Cooper S              | 2:34:03                      | +7:25                        |                              |
| 9.                           | Raimo Kossila                | Veikko Patrikka              | Volvo 544                    | 2:34:28                      | +7:50                        |                              |
| 10.                          | Carl-Magnus Skogh            | Olle Granlund                | Volvo 544                    | 2:34:41                      | +8:03                        |                              |